# Graffiti on the train
Graffiti on the Train es el décimo álbum de estudio de la banda de rock Welsh Stereophonics. Producido por el vocalista y guitarrista principal del grupo, Kelly Jones y Jim Lowe, fue lanzado el 4 de marzo de 2013 en sus propios Stylus Records. Fue el primer álbum de Stereophonics desde Keep Calm and Carry On (2009), marcando la primera vez que no habían lanzado un disco en dos años. Estaba previsto para octubre de 2012 y tardó casi dos años en completarse.  Este es el último disco que presenta al baterista Javier Weyler, quien fue reemplazado oficialmente por Jamie Morrison el 24 de septiembre de 2012.
El álbum fue lanzado a un éxito crítico, siendo llamado uno de sus mejores álbumes hasta la fecha; Sin embargo, el rendimiento comercial contrastó con los álbumes anteriores, vendiendo más de 300,000 copias en el Reino Unido y llegando al número tres en la lista de álbumes del país. Produjo el mejor sencillo de la banda desde 2007, "Indian Summer", y fue nominado para el Mejor Álbum del Mundo en 2014. Graffiti on the Train fue apoyado por una gira mundial que lleva el nombre del álbum de 2012-2013 y se convirtió en el décimo más popular recorrido de 2013.

## Canciones
Todas las canciones escritas y compuestas por Kelly Jones; "Violins and Tambourines" music co-written by Jim Lowe. 
| N.º | Título                    | Duración |  |
| 1.  | «We Share the Same Sun»   | 3:44     |  |
| 2.  | «Graffiti on the Train»   | 5:03     |  |
| 3.  | «Indian Summer»           | 4:27     |  |
| 4.  | «Take Me»                 | 3:51     |  |
| 5.  | «Catacomb»                | 3:14     |  |
| 6.  | «Roll the Dice»           | 4:04     |  |
| 7.  | «Violins and Tambourines» | 5:00     |  |
| 8.  | «Been Caught Cheating»    | 4:21     |  |
| 9.  | «In a Moment»             | 5:26     |  |
| 10. | «No-one's Perfect»        | 4:00     |  |

## Formación
Stereophonics
- Kelly Jones – voz, guitarra, órganos, producción
- Adam Zindani – guitarra, segunda voz
- Richard Jones – bajo, coros, piano
- Javier Weyler – percusión, batería

Formación adicional
- Jim Lowe – producción